# Partula taeniata

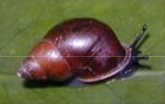
Partula taeniata simulans, Mont Tohivea, Moorea

Partula taeniata ist eine vom Aussterben bedrohte Schneckenart der Gattung Partula. Sie ist endemisch auf Moorea in den Gesellschaftsinseln.

## Beschreibung
Das kegelförmige Schneckenhaus von Partula taeniata erreicht eine Länge von 18 mm und einen Durchmesser von 8 mm. Die Gehäusemündung wird 8 mm lang und 4 mm breit. Die glänzende Oberfläche ist zerklüftet mit Querfalten und längs mit engen welligen Streifen. Der Körperumgang ist mit zwei weißen, braun umrandeten Streifen versehen. Die Naht ist flach. Das Gehäuse besteht aus 5 leicht konvexen Umgängen, wobei der Körperumgang etwa so hoch wie das Gewinde ist. Die Spindel hat eine zusammengedrückte, gebogene Falte. Der Mündungsrand ist weiß, erweitert und umgebogen. Die hermaphroditische Schnecke gebiert lebende Junge. Sie ernährt sich von mikroskopischen Pflanzen und Detritus.

## Gefährdung
1974 wurde zur Bekämpfung eingeschleppter Großer Achatschnecken die Rosige Wolfsschnecke (Euglandina rosea) in Französisch-Polynesien eingeführt, die den Achatschneckenpopulationen jedoch kaum etwas antat und auf Moorea innerhalb weniger Jahre zum offensichtlichen Aussterben sämtlicher Partula-Schnecken führte, so dass Partula taeniata nicht mehr gesehen wurde. Einige Exemplare von Partula taeniata wurden jedoch eingesammelt und im Zuge des 1987 von der Zoological Society of London ins Leben gerufenen Erhaltungszuchtprogramm in die Zoos von Jersey (Kanalinseln) und Saint Louis (USA) gebracht. Hier konnten neue Generationen von Schnecken in Gefangenschaft hervorgebracht werden. Zwischen 2002 und 2006 wurden in den Tälern Maatea, Haumi und Moruu Populationen von Partula taeniata wiederentdeckt, die der mehrjährigen Präsenz der Raubschnecke bis dahin widerstanden hatten.